# Раковка (приток Русской)
Раковка (истор. нем. Rudupp) — река в России, протекает по территории Гусевского и Нестеровского района Калининградской области. Устье реки находится в 1 км от устья реки Русской по правому берегу. Длина реки — 23 км, площадь водосборного бассейна — 110 км².

## Данные водного реестра
По данным государственного водного реестра России относится к Балтийскому бассейновому округу, водохозяйственный участок реки — Преголя. Относится к речному бассейну реки Неман и рекам бассейна Балтийского моря (российская часть в Калининградской области).
Код объекта в государственном водном реестре — 01010000212104300010152.